# Villa Denis (Diemerstein)
Die Villa Denis ist eine Villa im Frankensteiner Ortsteil Diemerstein in Rheinland-Pfalz. Sie war der Landsitz des Ingenieurs und Eisenbahnpioniers Paul Camille von Denis.

## Geografische Lage

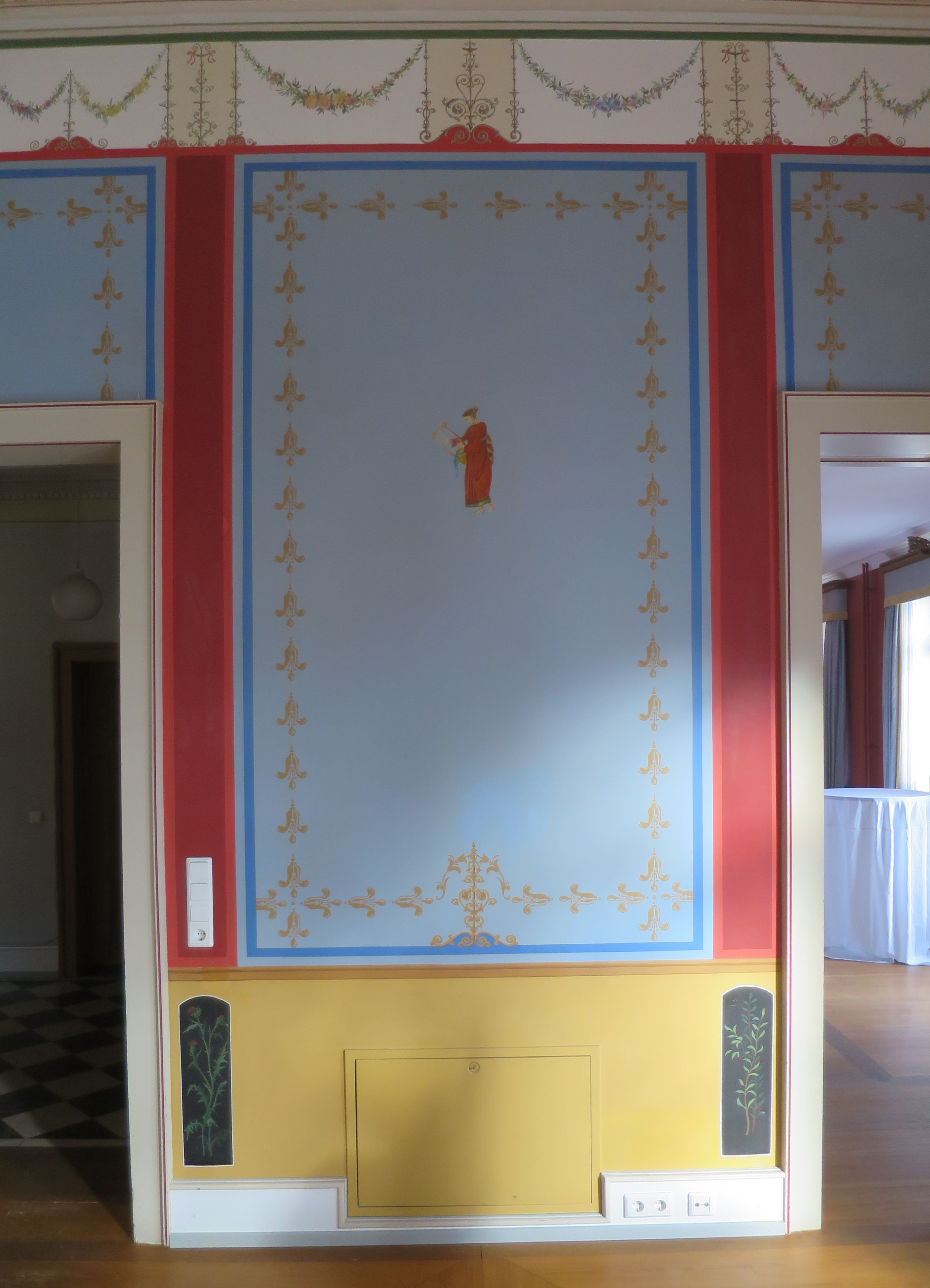
Wandgestaltung im Festsaal

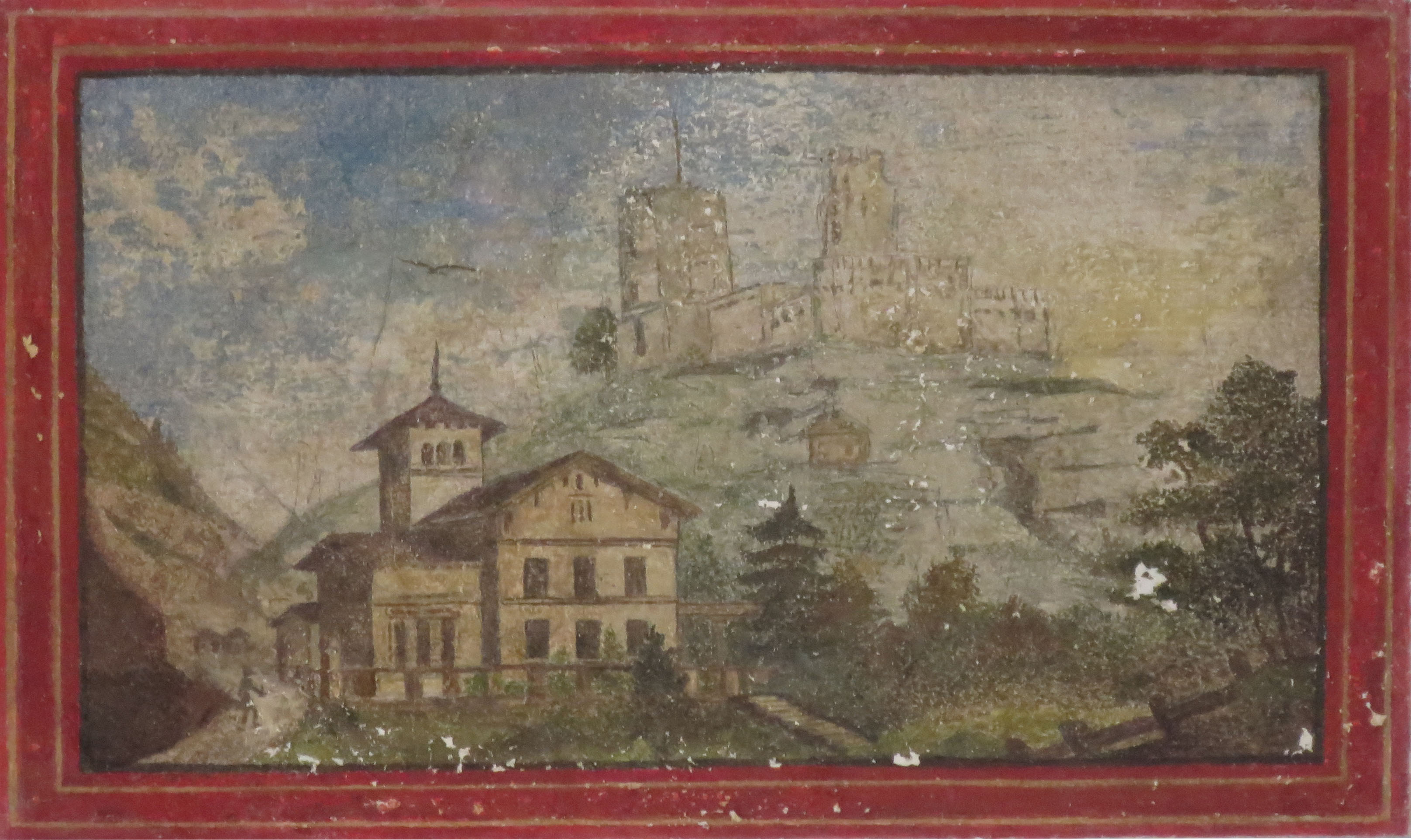
Darstellung der Villa auf einer Wandmalerei in deren Festsaal

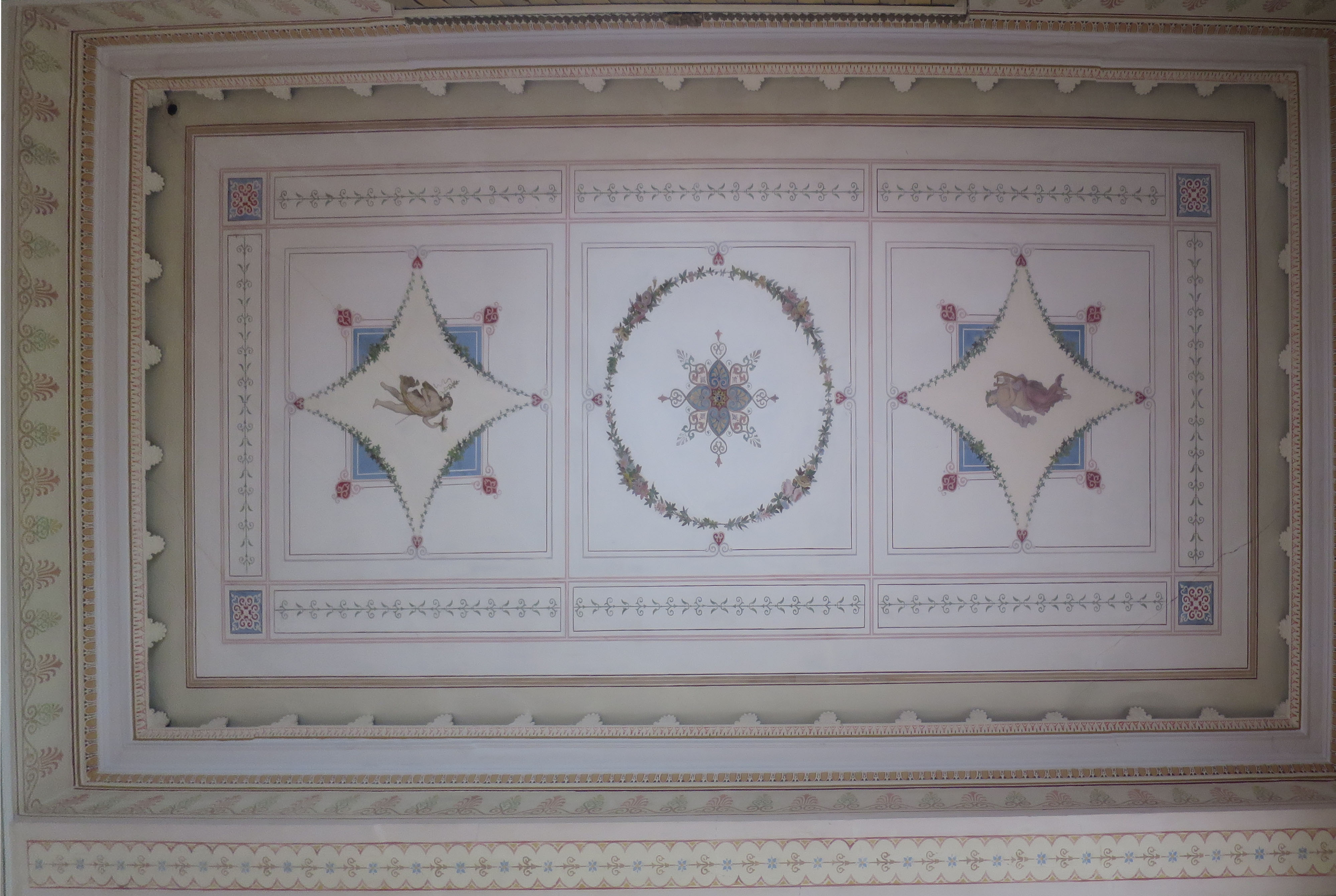
Deckengestaltung in einem Salon im Obergeschoss

Paul Camille Denis ließ sich die Villa am Fuß der Ruine der Burg Diemerstein in Diemerstein, einem Ortsteil von Frankenstein im Pfälzerwald (damals: Pfalz (Bayern), heute Rheinland-Pfalz) errichten. Das Grundstück liegt einen knappen Kilometer vom Bahnhof Frankenstein (Pfalz) an der von ihm errichteten Pfälzischen Ludwigsbahn entfernt.

## Geschichte
Paul Camille Denis hatte das Baugrundstück einschließlich der Burgruine von der Pfälzischen Ludwigsbahn erhalten. Er hatte unter anderem die Ludwigseisenbahn zwischen Nürnberg und Fürth, die erste deutsche Eisenbahn mit Lokomotivbetrieb, errichtet. Auf dem Grundstück baute er von 1845 bis 1849 die Villa, den östlichen Teil des heute stehenden Gebäudes. Zugleich erschloss Denis die darüber liegende Burgruine durch eine in den Fels gehauene Treppe und öffnete sie wahrscheinlich auch für die Öffentlichkeit.
Bereits 1854 oder 1855 verkaufte er die Anlage an den Mannheimer Bankier Ladenburg, weil Denis als Direktor zur Bayerischen Ostbahn wechselte. Die Familie Ladenburg nutzte das Anwesen ebenfalls als Landsitz und versah es mit den Annehmlichkeiten, die ein Städter für seine Erholung erwartete. Dazu zählte eine kleine Parkanlage und ein Tennisplatz. Am 21. April 1861 wurde in der Villa Denis der Pfälzer Turnerbund gegründet.
1907 erweiterte die Familie Ladenburg das Gebäude um einen westlichen Flügel. 1925 verkaufte die Familie die Anlage an den Evangelischen Fürsorgeverein in Kaiserslautern. Das Gebäude wurde als Altersheim unter Trägerschaft der Evangelischen Kirche der Pfalz genutzt. 1995/1996 wurden die Wand- und Deckenmalereien restauriert. 2001 wurde die Villa an einen Privatmann verkauft, der sie wiederum 2007 an die Stiftung für die TU Kaiserslautern veräußerte. Diese nutzt sie als Sitz der Stiftung und als Tagungszentrum.

## Gebäude
Die von Paul Camille Denis errichtete Villa war im italienischen Stil gehalten, mit einer spätklassizistischen Innenausstattung. Dazu zählten auch Wand- und Deckenmalereien im pompejanischen Stil, ganz ähnlich denen in der Villa Ludwigshöhe, der Villa des Königs in Edenkoben. Auch die Nachfolger von Paul Camille Denis, die Familie Ladenburg, ließen diese Dekoration unangetastet.
Das Gebäude ist heute nach dem Denkmalschutzgesetz für Rheinland-Pfalz ein Kulturdenkmal.